# Pamela Jelimová
Pamela Jelimová (* 5. prosince 1989) je keňská atletka, běžkyně na středních tratích. V historických tabulkách zaujímá 3. místo v běhu na 800 metrů časem 1:54,01, který zaběhla v roce 2008 na mítinku Zlaté ligy v Curychu. Tento čas je zároveň africkým kontinentálním a juniorským světovým rekordem.
Jelimová vyhrála běh na 800 metrů také na olympijských hrách 2008 v Pekingu. Ve stejném roce získala prémii milion dolarů za vítězství ve všech šesti závodech Zlaté ligy.
V roce 2025 získala dodatečně stříbrnou medaili LOH 2012 po diskvalifikaci Jekatěriny Poistogovové.

## Osobní rekordy
- 400 m 52,78 s (2008 Nairobi)
- 800 m 1:54,01 (Africký rekord, 2008 Curych)